# Стэнли, Джеймс, 7-й граф Дерби

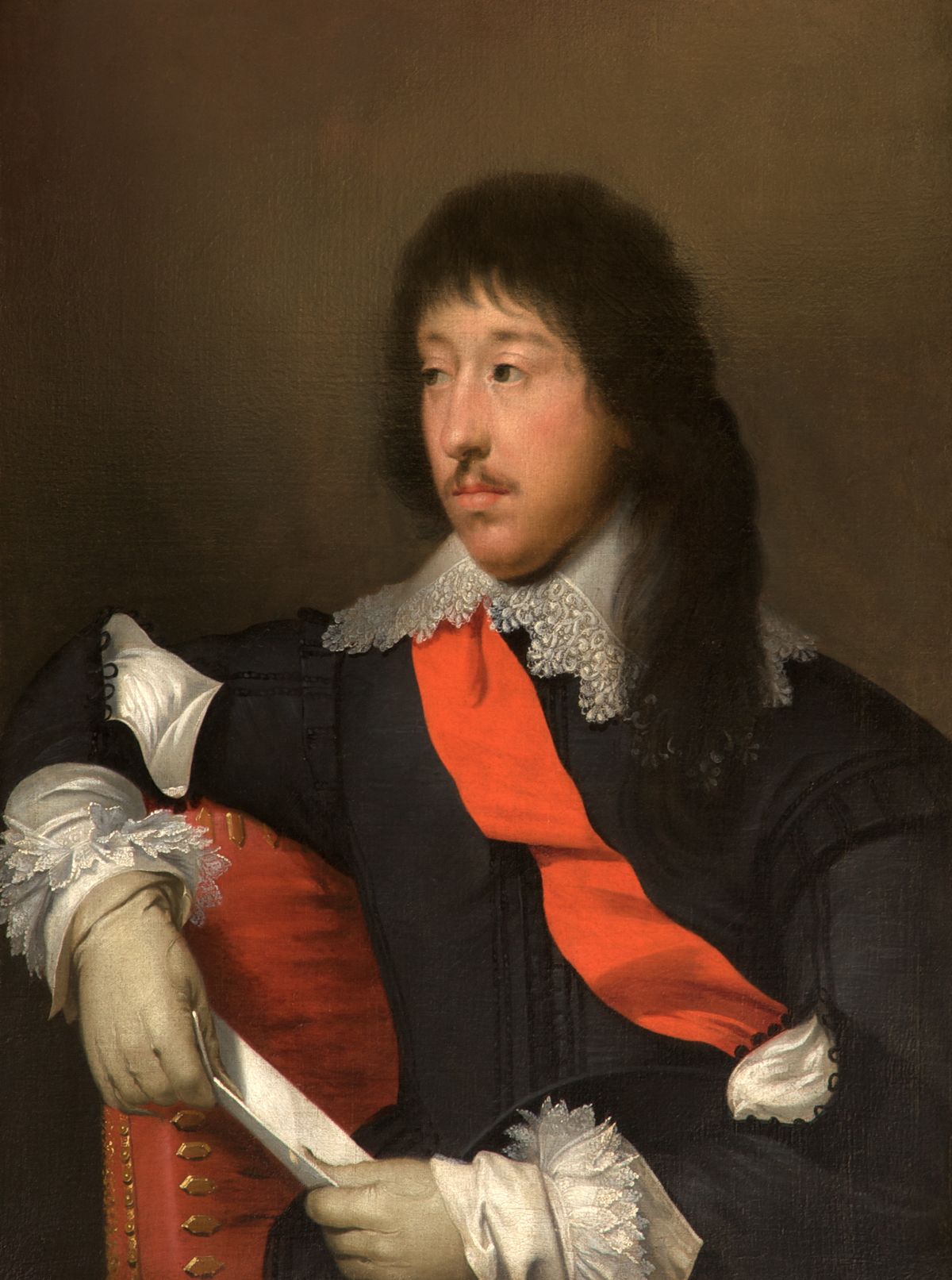
Портрет работы Корнелиса Янсенса ван Кёлена

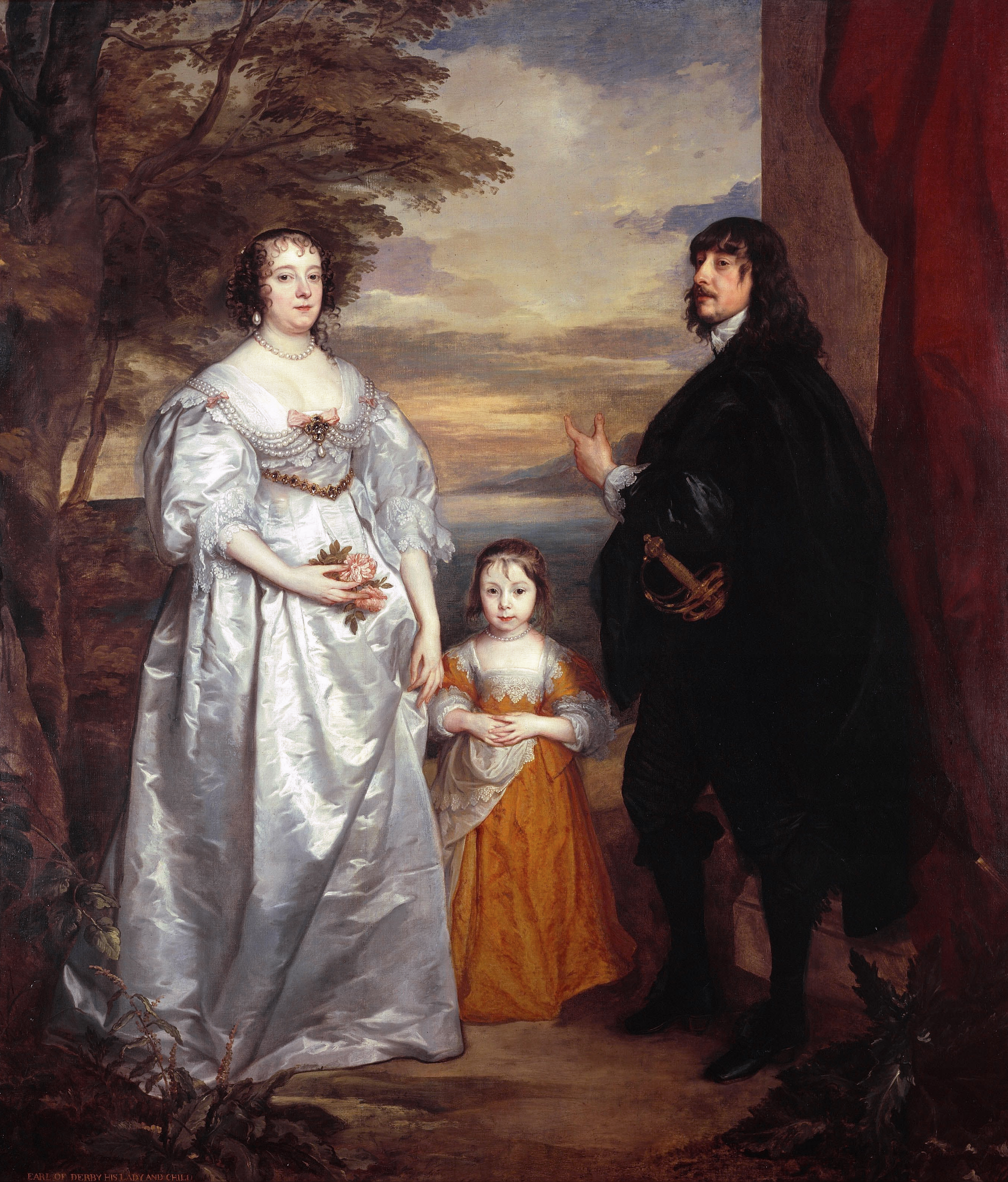
Джеймс Стэнли, его жена Шарлотта и одна из их дочерей на портрете работы Антониса ван Дейка

Джеймс Стэнли, 7-й граф Дерби (англ. James Stanley, 7. Earl of Derby; 31 января 1607, Наусли — 15 октября 1651, Болтон) — английский аристократ, политик и военачальник. Участник гражданской войны в Англии XVII века, сторонник короля Карла I Стюарта. Носил при жизни прозвище Великий граф Дерби (англ. Great Earl of Derby).

## Биография
Джеймс Стэнли был старшим сыном Уильяма Стэнли, 6-го графа Дерби и леди Элизабет де Вер. При жизни отца носил титул учтивости лорд Стрейндж. По отцовской линии происходил от короля Англии Генриха VII Тюдора. В юные годы Джеймс предпринимал несколько путешествий на материк, по возвращении в 1625 году он был избран в Парламент от Ливерпуля. 2 февраля 1626 года, по случаю коронации Карла I, Джеймс Стэнли был посвящён в рыцари ордена Подвязки. В том же году, совместно со своим отцом, он стал лордом-лейтенантом Ланкашира и Чешира, камергером Честера. Затем был назначен лордом-лейтенантом Северного Уэльса и 7 марта 1628 года как барон Стрейндж избран в палату лордов.
26 июня 1626 года Джеймс Стэнли вступает в брак с французской аристократкой Шарлоттой де Ла Тремойль, дочерью одного из предводителей гугенотов Клода де Ла Тремойля, герцога де Туара, и Шарлотты Брабантины Оранской-Нассау. По матери супруга Джеймса была внучкой Вильгельма I Оранского. В этом в общем счастливом браке родились девять детей, четыре дочери и пять сыновей.
Вплоть до начала гражданской войны в Англии в 1642 году Джеймс Стэнли мало занимался политикой, посвящая больше времени охоте и приращению своих земельных владений. Однако после начала военных действий Стэнли присоедился к партии короля Карла. 29 сентября 1642 года умер Уильям Стэнли, и Джеймс унаследовал графский титул. В то же время Карл I, ревниво относившийся к королевскому происхождению и талантливым военным планам графа Дерби, отправил его вместо Ланкашира, где Джеймс пользовался популярностью и был способен организовать оборону от наступавшей парламентской армии, в Ноттингем.
В дальнейшем попытки графа Дерби отвоевать Ланкашир оказались безуспешными. Ему не удалось овладеть Манчестером. Войска Стэнли были побеждены в сражениях при Шоубенте и Лаутон-Муре. После взятия им Престона неудачными оказались попытки штурмовать крепости Болтона и Ланкастера. После того, как Джеймс Стэнли сумел отбить атаки отрядов сэра Уильяма Бреретона на Уоррингтон, войска графа вновь потерпели поражение в битве при Уолли, после чего Стэнли отступил в Йорк. После этого город Уоррингтон сдался армии Парламента.
В июне 1643 года Стэнли уехал на остров Мэн по личным делам, однако уже через год он участвовал в успешном походе королевской армии под командованием Рупрехта Пфальцского, герцога Камберлендского по северной Англии. В этой военной операции был освобождён от осады парламентской армии Лэтом-Хаус, который героически защищала от противника его супруга, Шарлотта де Ла Тремойль. Тогда же был взят Болтон и, после двухлетней осады, сдалась крепость Гринхалг близ Герстанга (1645) — при условии, что оборонявшиеся будут помилованы и отпущены на свободу. Позднее граф Дерби в армии Рупрехта Пфальцского принял участие в битве при Марстон-Муре.
После того, как королевские войска были разбиты на севере страны, Джеймс уехал на принадлежавший ему остров Мэн. Здесь он агитировал за короля и укрывал у себя бежавших от преследований роялистов. Как правитель Мэна, граф Дерби проводил политику, близкую той, что была принята англичанами в управлении Ирландией. Стэнли распоряжался самодержавно, в то же время он много сделал для развития торговли, прекратил ряд имевших место годами злоупотреблений, избавил население от насильственных сборов в пользу церкви. В то же время он преследовал оппозицию, требовавшую земельной реформы, а её лидера отправил в заключение.
12 января 1650 года Джеймс Стэнли был награждён Карлом II орденом Подвязки. Король передал ему командование над войсками в Чешире и Ланкашире, и 15 августа 1651 года граф Дерби высадился в Ланкашире с тем, чтобы поддержать вторжение армии Карла II в Англию. 17 августа он встречается с королём. Попытка взять Уоррингтон не удалась, так как Джеймс отказался принять в свою армию шотландских ковенантеров (что впоследствии дало повод шотландцам обвинить Дерби в неудачах Карла II). 25 августа его отряды были разгромлены в сражении при Уиган-Лейн. Сам военачальник получил несколько ранений и с трудом сумел бежать. В Вустере Джеймс вновь присоединился к войскам Карла II. После проигранного королём сражения при Вустере 3 сентября он сопровождал Карла II в его бегстве до Боскобель-Хауса. Затем граф направился на север и близ Нантвича попал в плен. Был судим военным трибуналом в Честере. В связи с тем, что незадолго до этого Парламентом был принят закон, объявляющий изменником любого, поддерживающего короля Карла II, граф Дерби был осуждён не как военнопленный, а как изменник и 29 сентября приговорён к смертной казни. Несмотря на то, что прошение о помиловании графа было поддержано Оливером Кромвелем, английский Парламент отклонил его. После этого Джеймс Стэнли предпринял попытку бежать из тюрьмы, однако был схвачен и 15 октября 1651 года казнён в Болтоне (в память о его участии в так называемой «Болтонской резне»). Похоронен в церкви городка Ормскирк.
Граф Дерби был человеком искренне религиозным и преданным королевской власти, сражавшимся на её стороне не за титулы и вознаграждение. Согласно мнению Эдуарда Хайда, 1-го графа Кларендона, Джеймс Стэнли был «человеком большой храбрости и чести», слабостью же его было неумение правильно разбираться в современных ему политических проблемах.

## Сочинения
- «A Discourse concerning the Government of the Isle of Man» (издано в Stanley Papieren и в Desiderata Curiosa, Band II. Фрэнсиса Пека, а также в др. исторических сочинениях).